# ماهی‌گیرک تاج‌دار کهن
 ماهی‌گیرک تاج‌دار کهن (نام علمی: Synthliboramphus antiquus) نام یک گونه از سرده ماهی‌گیرک تاج‌دار است.